# Knorrhane
Knorrhane (Eutrigla gurnardus) även kallad knot eller gnoding, är en bottenfisk i familjen knotfiskar (Triglidae).

## Beskrivning

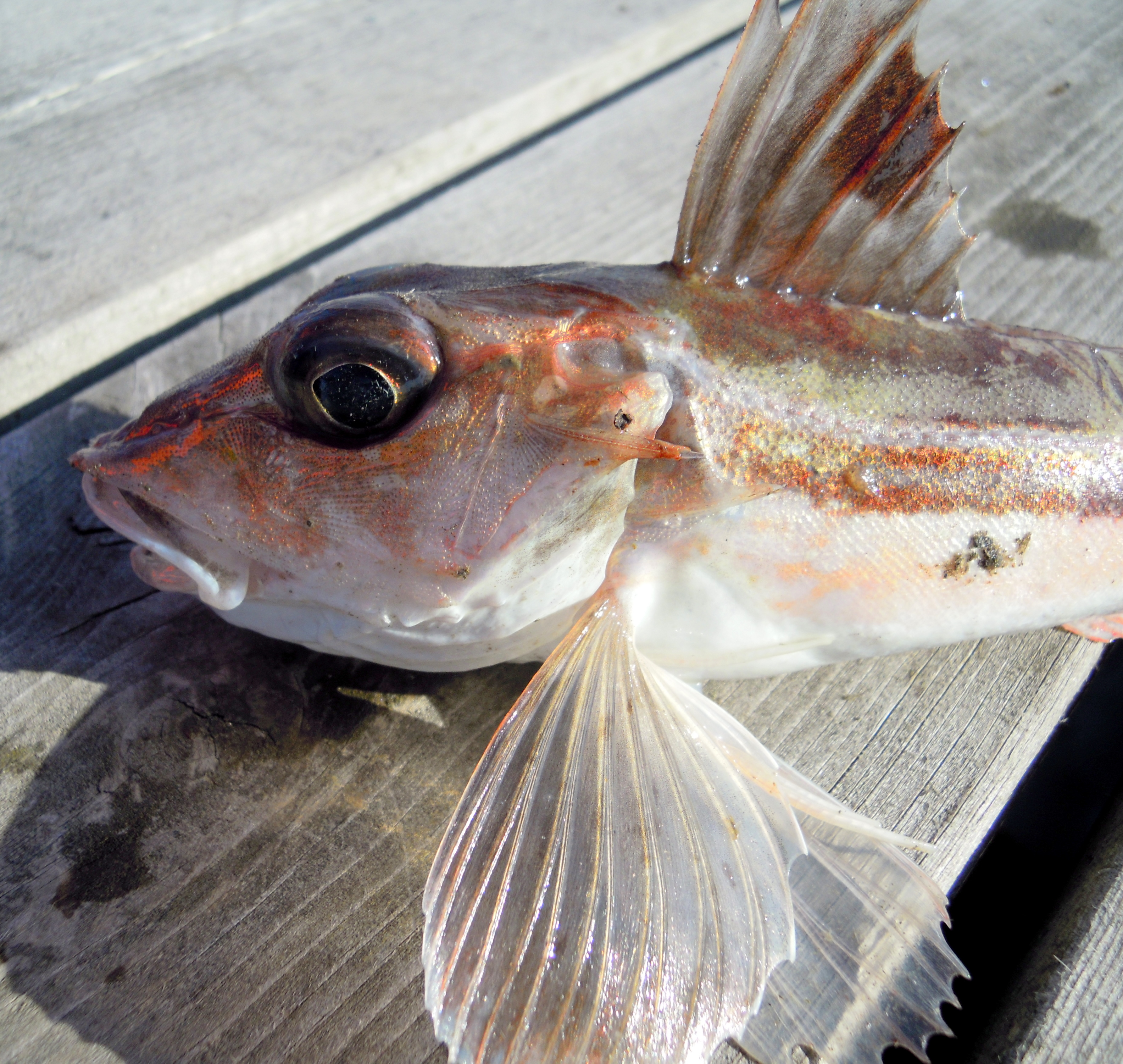
Knorrhane i närbild.

Knorrhanen och närbesläktade arter har ett stort pyramidformigt huvud som täcks av benplattor. Mest utmärkande är bröstfenorna, vilka har tre tjocka, ledade fenstrålar som fisken använder som känselspröt och smakorgan vid näringssöket nära botten. De används även som extremiteter när fisken kryper på bottnen. Sidolinjen är markerad med en rad med större fjäll. Dessutom har den en rad med benknölar längs densamma. Färgen är brunaktig till gråaktig, med en tydligt avsatt, ljusare buk. Fisken blir vanligtvis inte längre än 30 cm, även om den kan bli upp till 60 cm lång och nå en vikt på nästan 1 kg. Till skillnad från sina släktingar har knorrhanen endast en led på sina fria fenstrålar istället för två.

## Vanor
Arten är en bottenfisk som finns på klipp- sand- och dybotten, vanligtvis till litet mer än 100 m, även om den kan gå ner till över 300 m. Under födosök kan den dock lämna bottnen och simma i fritt vatten. Precis som flera andra knotfiskar kan knorrhanen frambringa ljud med hjälp av simblåsan, och detta har gett den dess namn. Den livnär sig på kräftdjur som räkor och mindre krabbor, samt mindre fiskar.

### Fortplantning
Knorrhanens lektid infaller från april till augusti, då honan lägger upp till 300 000 drygt millimeterstora ägg. Äggen och larverna är pelagiska. Hanarna blir könsmogna vid 3 års ålder, honorna vid 4.

## Ekonomisk betydelse
Knorrhanen anses som en god matfisk och erhålls som bifångst vid trål- och backfiske.

## Utbredning
Arten förekommer i östra Atlanten från Marocko via Medelhavet och Svarta havet till norska kusten. Den går även in i Skagerack och Kattegatt till södra Östersjön, och fortplantar sig i svenska vatten.
De enda övriga arter i släktet som förekommer i svenska vatten är fenknoten (storgnoding, Eutrigla hirundo) och rödknoten (E. cuculus), den senare är mycket sällsynt.

## Taxonomi
Artens taxonomi är omstridd. I den svenska databasen Dyntaxa används istället för Eutrigla gurnardus namnet Chelidonichthys gurnardus. Enligt Catalogue of Life ingår knot i släktet Eutrigla, och familjen knotfiskar, men enligt Dyntaxa är tillhörigheten istället släktet Chelidonichthys (och även här familjen knotfiskar).